# ココ (メルキト部)
ココ（Kökö、1223年 - 1262年）は、モンゴル帝国に仕えたメルキト人。字は子清。『元史』などの漢文史料では闊闊(kuòkuò)と記される。

## 概要
ココの一族はチンギス・カンに敵対して減ほされたメルキト部族の出身で、モンゴル帝国の建国時に投降して仕えるようになったという。その中でもココはチンギス・カンの末子のトルイの次男のクビライ（後の第5代皇帝）に仕えるようになり、即位以前のクビライはココを近待としていた。
1244年（甲辰）、クビライはもと金朝の第一進士であった王鶚が戦乱を避けて保州に居住していたことを聞き、使者を派遣して自らの側近であるココ・柴禎・廉希憲ら5人への指導を依頼した。この時廉希憲らが王鶚から学んでいたのは「致知格物」、すなわち宋学であった。この時期は耶律楚材によって一時的に科挙が再開されていた時期でもあり、宋学が流行している時期でもあった。
ココは師事を受ける中で王鶚を深く尊崇するようになり、王鶚が指導を終えて去っていったときには号泣してしばらく食事もしないほど悲しんだという。1245年（庚戌）、クピライの兄のモンケが王鶚を今度はカラコルムに招聴し、ココは王鶚に付き従って世話をするよう命じられた。ココは毎朝起きるたびに王鶚の衣服を飾り立てるなど甲斐甲斐しく世話をしたが、王鶚から華美な生活によって驕慢になってはいけないと窘められ、以後質素な生活を心がけたという。
1252年（壬子）には領燕京匠局とされ、クビライの即位後には中書左丞とされたが、大名路宣撫使に任じられた。中統3年（1262年）に40歳で死去した。息子には堅童がおり、大元ウルスの要職を歴任したが、39歳の若さで病死した。